# Javazomus oculatus
Genre
Espèce
Synonymes
- Schizomus oculatus Cokendolpher & Sites, 1988

Javazomus oculatus, unique représentant du genre Javazomus, est une espèce de schizomides de la famille des Hubbardiidae.

## Distribution
Cette espèce est endémique de Java en Indonésie.

## Description
Les femelles mesurent de 3,82 à 4,11 mm.

## Publications originales
- Cokendolpher & Sites, 1988 : A new species of eyed Schizomus (Schizomida: Schizomidae) from Java. Acta Arachnologica, vol. 36, no 2, p. 79-85 (texte intégral).
- Reddell & Cokendolpher, 1995 : Catalogue, bibliography and generic revision of the order Schizomida (Arachnida). Texas Memorial Museum Speleological Monographs, no 4, p. 1-170 (texte intégral).